# Externe enkelband

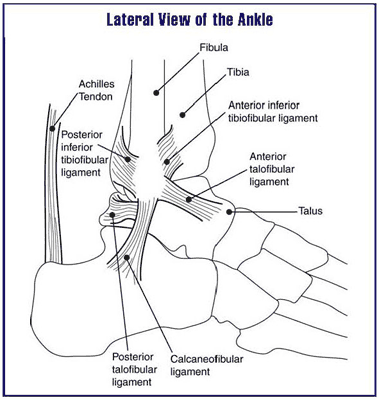
Botstructuur van de enkel

Een externe enkelband is een voorbeeld van biomimetica. De werking van de interne enkelband (ligament) wordt nagebootst waardoor haar eigenschappen worden versterkt. In de enkel zitten verschillende ligamenten die ervoor zorgen dat de botstructuren bij elkaar worden gehouden. 
De belangrijkste enkelband is het ligamentum talofibulare anterior. Dit verbindt het sprongbeen (talus) in de voet met het kuitbeen (fibula) van het onderbeen. Bij een verstuiking van de enkel is dit meestal de enkelband die gerekt of gescheurd wordt. Dit gebeurt wanneer de botten te ver uit elkaar bewegen door een grote externe kracht. Door een externe enkelband aan te leggen in dezelfde richting als dit ligament kan deze verzwikking worden voorkomen.
De externe enkelband kan dus worden gezien als een vorm van bescherming tegen het verstuiken van de enkel. Andere vormen van bescherming zijn braces en tapen.